# Zekarjáš (král)
Zekarjáš (hebrejsky: זְכַרְיָהוּ‎, Zecharjahu, nebo zkráceně זְכַרְיָה‎, Zecharja), v českých překladech Bible přepisováno též jako Zachariáš či Zecharjáš, byl v pořadí čtrnáctým králem Severního izraelského království a pátým králem čtvrté dynastie panovníků tohoto království. Jeho jméno se vykládá jako „Pamatoval Hospodin“ či „Upamatoval se Hospodin“. Dle názoru moderních historiků a archeologů vládl okolo roku 747 př. n. l. Podle kroniky Davida Ganse by však jeho kralování mělo spadat do roku 3153 od stvoření světa neboli do rozmezí let 609–608 před naším letopočtem. V Druhé knize králů je uvedeno, že kraloval pouhých 6 měsíců.
Zekarjáš usedl na izraelský trůn v Samaří po smrti svého otce Jarobeáma, ale nebyl příliš úspěšný. Byl zavražděn jistým Šalúmem, který se chopil moci místo něj a ukončil tak kralování Jehúovy dynastie nad deseti izraelskými kmeny.
| Králové Izraelského království | Králové Izraelského království | Králové Izraelského království |
| ------------------------------ | ------------------------------ | ------------------------------ |
| Předchůdce: Jarobeám II.       | 747 př. n. l. Zekarjáš (král)  | Nástupce: Šalúm                |